# Acanthoscurria
Acanthoscurria là một chi nhện trong họ Theraphosidae.

## Các loài
Chi này gồm các loài:
- Acanthoscurria acuminata Schmidt & Tesmoingt, 2005
- Acanthoscurria antillensis Pocock, 1903
- Acanthoscurria aurita Piza, 1939
- Acanthoscurria bollei Schmidt, 2005
- Acanthoscurria borealis Schmidt & Peters, 2005
- Acanthoscurria brocklehursti F. O. P.-Cambridge, 1896
- Acanthoscurria chacoana Brèthes, 1909
- Acanthoscurria convexa (C. L. Koch, 1842)
- Acanthoscurria cordubensis Thorell, 1894
- Acanthoscurria cunhae Mello-Leitão, 1923
- Acanthoscurria ferina Simon, 1892
- Acanthoscurria geniculata (C. L. Koch, 1841)
- Acanthoscurria gomesiana Mello-Leitão, 1923
- Acanthoscurria hirsutissimasterni Schmidt, 2007
- Acanthoscurria insubtilis Simon, 1892
- Acanthoscurria juruenicola Mello-Leitão, 1923
- Acanthoscurria maga Simon, 1892
- Acanthoscurria melanotheria Mello-Leitão, 1923
- Acanthoscurria minor Ausserer, 1871
- Acanthoscurria musculosa Simon, 1892
- Acanthoscurria natalensis Chamberlin, 1917
- Acanthoscurria paulensis Mello-Leitão, 1923
- Acanthoscurria pugnax Vellard, 1924
- Acanthoscurria rhodothele Mello-Leitão, 1923
- Acanthoscurria simoensi Vol, 2000
- Acanthoscurria sternalis Pocock, 1903
- Acanthoscurria suina Pocock, 1903
- Acanthoscurria tarda Pocock, 1903
- Acanthoscurria theraphosoides (Doleschall, 1871)
- Acanthoscurria transamazonica Piza, 1972
- Acanthoscurria turumban Rodríguez-Manzanilla & Bertani, 2010
- Acanthoscurria urens Vellard, 1924
- Acanthoscurria violacea Mello-Leitão, 1923
- Acanthoscurria xinguensis Timotheo, 1960